# Monomorium talbotae
Monomorium talbotae (лат.) — вид мелких муравьёв рода Monomorium из подсемейства мирмицины. Этот вид назван в честь энтомолога Мэри Тальбот. Этот вид считают под угрозой исчезновения.

## Распространение
Monomorium talbotae родом из США, там-же он и обитает.